# Ахмад ібн Ханбал

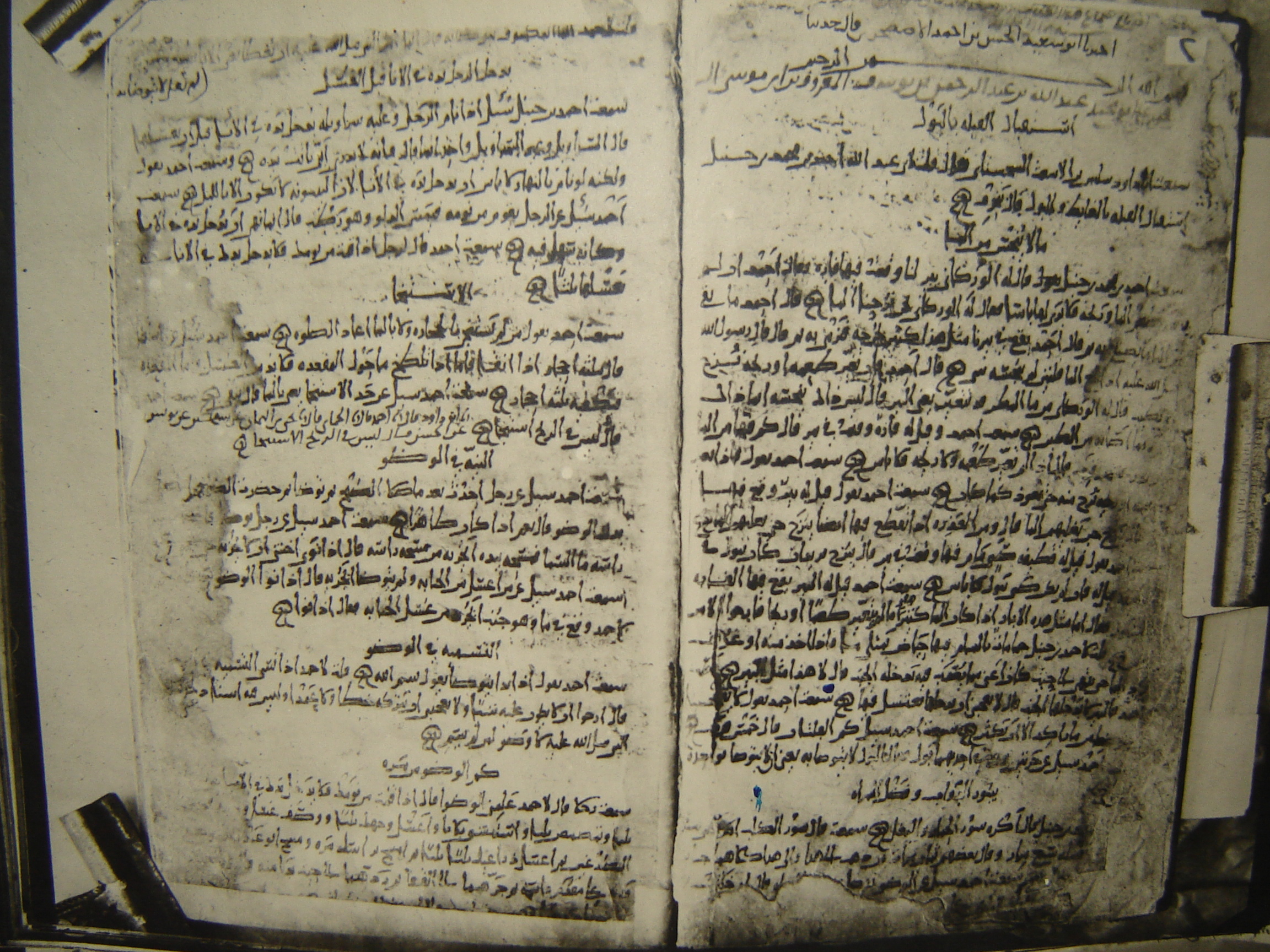
Рукопис Ахмада ібн Ханбаля, один з найстаріших літературних рукописів в ісламському світі (жовтень 879 року)

Абу Абдуллах Ахмад ібн Мухаммад аш-Шайбані, відомий як Ахмад ібн Ханбаль (араб. أحمد بن حنبل, нар. 780 р., м. Багдад — пом. 855 р., м. Багдад) — мусульманський правознавець і богослов, засновник і епонім ханбалітської мазхаба.

## Біографія
Його повне ім'я: Абу Абдуллах Ахмад ібн Мухаммад ібн Ханбаль аш-Шайбані аз-Зухлі. Народився в 780 році в Багдаді. Його батько помер, коли Ахмад був ще дуже маленький. Після смерті батька йому залишилися деякі засоби до існування і будинок в якому він жив з матір'ю. Дохід був не більший 17 дирхамів на місяць. Імам Ахмад так згадував своє дитинство: «Я не бачив ні батька, ні діда. Мене виростила моя мати».
З 15-річного віку до 816 року вивчав хадиси і фикх. Відвідав головні центри мусульманського богослов'я, зустрівся майже з усіма провідними улемами свого часу, у тому числі з Абу Юсуфом і аш-Шафії. Він встановив контакти з такими впливовими особами Хіджаза, Сирії, Ірака, як УАКІ ібн аль-Джаррах, Язід ібн Харун, Ях'я ібн Маин. Завдяки своїм глибоким знанням, благочестивому способу життя і зв'язкам Ахмад ібн Ханбаль поступово набуває популярність .
Розквіт діяльності Ахмада ібн Ханбала збігся з часом активізації боротьби традиціоналістського богослов'я з мутазилітським каламом. Халіф аль-Мамун намагався нав'язати громаді ряд мутазилітських поглядів (в тому числі, догмат про створення Корану). Ахмад ібн Ханбаль опинився в особливій групі випробовуваних халіфом, і протягом двох років (833—834 рр) його тримали у в'язниці. Змінив Мамуна при владі аль-Мутасим віддав наказ піддати Ахмада ібн Ханбала бичуванню, але зважаючи на небезпеку народного обурення Ахмада ібн Ханбала відпустили на свободу. Він виявився першим відомим богословом, що відмовився перед особою двох халіфів визнати створення Корану . Сунітські джерела особливо відзначають, що Ібн Ханбаль під час Міхнов не вдавався до двозначності і неясності (Амфіболь), до якої вдавалися деякі люди. Коли його запитали: «Чи говорив ти натяками, як це робили інші, або погодився з ними (мутазилітами), поступившись насильства?» Він відповів: «Так вбереже мене Аллах від того, щоб я таке вчинив! Адже на мене дивляться, мені довіряють. І якби я це зробив, то люди до Судного дня стали б стверджувати створення Корану».
В останні роки життя Ахмада ібн Ханбала його вплив виявився настільки значним, що халіф аль-Мутаваккіля, що відновив позиції традиціоналізму, доклав чимало зусиль, щоб заручитися підтримкою богослова. Ахмад ібн Ханбаль пішов на співпрацю з халіфом в боротьбі з мутазилитами: на прохання халіфа він склав список найбільш активних мутазилитов Багдада і Басри, ставши ініціатором прямих виступів проти мутазилитів та інших прихильників калама .
Ахмад ібн Ханбаль помер в Багдаді в 241 році за хіджрою, або 855 році за християнським календарем. У нього залишилося багато учнів і послідовників . Ось імена лише деяких з них: Саліх і Абдуллах (два сини імама Ахмада), Усман ад-Дарімі , Ханбаль ібн Ісхак, Хасан ібн Саббах Баззар, Аббас ібн Мухаммад, Мухаммад ібн Ісмаїл аль-Бухарі, Абу Зура ар-Разі, Ібрахім харабе, Хусайн ібн Мансур, Дауд ібн Амр, Халаф ібн Хішам, Абуль-Касім аль-Багаві.

## Погляди
Він заперечував можливість раціоналістичного пояснення догматів віри. Оцінюючи релігійно-політичну ситуацію, що склалася в громаді в результаті кризи 20-х — 40-х років IX століття, Ахмад ібн Ханбаль прийшов до висновку про необхідність повернення до порядку, що панував при Мухаммеді і перших поколіннях його послідовників (салафія). Особливу увагу у творах Ахмада ібн Ханбала приділено розробці такої позиції щодо нововведень (бида), згідно якої всі нововведення у вірі і життя, що не мають обґрунтування в Корані і хадисах і не підтверджені згодном думкою (иджма) перших трьох поколінь мусульманських авторитетів, повинні бути засуджені .
Політичні погляди Ахмада ібн Ханбала відрізнялися прагматизмом. З одного боку він визнавав право на халіфат за будь-яким представником роду курайшитів; з іншого — вважав можливим зміщення правителя, «спонукає людей до сумніву у вірі». Він вважав допустиму релігійно-політичну боротьбу, смуту (Фітна) і закликав у разі залучення до смути до кінця відстоювати сповідувані погляди. Богослови, на його думку, повинні впливати на правителя .

## Твори
Серед збережених творів Ахмада ібн Ханбала найбільш значні :
- Муснад — збірник, що включає більш 30000 хадисів;
- 6 акида;
- Китаб ас-салат — книга, присвячена правилам молитви і ролі богословів в громаді;
- Китаб ар-Радд аля аль-джамхійа ва-з-занадіка — полемічний твір, в якому детально викладені традиціоналістські уявлення про божественні атрибутах.